# ماریو د سیمونی
ماریو د سیمونی (به ایتالیایی: Mario De Simoni) بازیکن فوتبال و اهل ایتالیا است که از سال ۱۹۱۰ میلادی عضو تیم ملی فوتبال ایتالیا بوده و در ۷ بازی ملی حضور داشته‌است. او در بازی‌های ملی‌اش ۱۶ گل دریافت کرد.
ماریو ده سیمونی آخرین بازی ملی خود را در سال ۱۹۱۴ میلادی انجام داد.